# Jak svět přichází o básníky
Jak svět přichází o básníky je česká filmová komedie z roku 1982 a první díl básnické hexalogie režiséra Dušana Kleina podle scénáře Ladislava Pecháčka.

## Děj
Dospívající gymnazista Štěpán Šafránek (Pavel Kříž) s básnickým talentem a jeho kamarád Leoš Marek přezdívaný Kendy (David Matásek) s talentem naopak hudebním se domluví, že napíšou a nacvičí divadelní muzikál. Ve hře, která je experimentální verzí Tylovy divadelní báchorky Lesní panna aneb Cesta do Ameriky, účinkuje spousta známých postaviček z jejich malého města, mezi jinými dívka Borůvka (Miroslava Šafránková), s níž přijde hlavní hrdina na konci filmu o panictví.

## Obsazení
- Pavel Kříž – Štěpán Šafránek
- David Matásek – Leoš "Kendy" Marek
- Miroslava Šafránková – Marcela Borůvková
- Míla Myslíková – matka Šafránková
- Oldřich Navrátil – Emil Nádeníček
- František Filipovský – Adolf Valerián
- Jiří Císler – ochotnický režisér Čermáček
- Barbora Štěpánová – Bedřiška Hrdličková
- Jiří Kodet – režisér Prégl
- Luděk Kopřiva – Hugo Snowden
- František Ringo Čech – lázeňský Bouchal
- Adolf Filip – otec Marek
- Karel Augusta – otec Borůvka
- Josef Somr – profesor Ječmen
- Jiřina Jirásková – ředitelka gymnázia
- Lenka Kořínková – Vránová
- Jiří Hálek – redaktor Hrdlička